# Exosphaeroma octoncum
Exosphaeroma octoncum är en kräftdjursart som först beskrevs av Richardson 1897.  Exosphaeroma octoncum ingår i släktet Exosphaeroma och familjen klotkräftor. Inga underarter finns listade i Catalogue of Life.